# Lotte Hedeager
Lotte Hedeager (født 24. februar 1948) er en dansk arkæolog, der siden 1996 har været ansat som professor i arkæologi ved Universitetet i Oslo i Norge. Hedeager har gennem hele sin karriere været kendt for at kombinere sit videnskabelige arbejde med en populærvidenskabelig dimension via bøger, artikler, radio, tv, redaktionelt arbejde og foredrag. Hedeager har desuden været fast skribent ved Weekendavisen i 20 år. Hedeagers afhandling og tidlige arbejde fra 1970'erne og 1980'erne var banebrydende[kilde mangler] for udviklingen af den processuelle arkæologi i skandinavisk jernalderforskning. Hedeagers bøger fra 1990'erne og frem var til gengæld med til at udvikle den post-processuelle arkæologi i Skandinavien. Hedeager har et omfattende internationalt og nordisk forfatterskab bag sig, og hendes videnskabelige produktion bliver brugt som arkæologiske lærebøger i både Skandinavien og den angelsaksiske verden.
Hedeagers bøger - både de videnskabelige og de populærvidenskabelige - er udkommet i flere oplag og er også ofte blevet oversat til flere sprog. Selvom Hedeager er uddannet som arkæolog, har hun altid arbejdet tværfagligt med socialantropologisk teori, historie, religionshistorie, folkloristik, kunsthistorie og genetik. Hendes fagområde er den nordiske og europæiske jernalder fra 500 f.Kr. til 1000 e.Kr.
Hedeagers videnskabelige arbejde har været banebrydende i skandinavisk og europæisk jernalderarkæologi. Hun er forfatter og medforfatter til 15 monografier, 10 redigerede bøger og mere end 80 videnskabelige artikler.

## Karriere
Hedeager blev student i 1967 fra Stenhus Kostskole, og tog sin lærereksamen i 1970 fra Holbæk Seminarium. Derefter tog Hedeager en magistergrad i forhistorisk arkæologi ved Københavns Universitet i 1978 efterfulgt af doktorgraden Dr.Phil. fra Aarhus Universitet i 1990. 
Fra 1979-1980 arbejdede Hedeager på et feltarkæologisk projekt på Stevns for Køge Museum og Stevns Museum. Den efterfølgende bearbejdning og publikation med fokus på bebyggelseskontinuitet i området blev finansieret af Statens Humanistiske Forskningsråd I 1980 varetog Hedeager ligeledes udarbejdelsen af den kulturhistoriske planlægning for Roskilde Amt.

### Danmarks jernalder mellem stamme og stat
I begyndelsen af 1980erne sporede Hedeager sig yderligere ind på forskervejen. Fra 1981-1984 modtog hun et tre-årigt stipendium fra Statens Humanistiske Forskningsråd, der gjorde hende i stand til at producere afhandlingen Danmarks Jernalder - Mellem Stamme og Stat. I de tre år arbejdede Hedeager uden en institutionel tilknytning.
Hedeager udarbejdede manuskriptet til bd. 2 af Gyldendal og Politikens Danmarkshistorie samt afsnittet om jernalderens landbrug til Det Danske Landbrugs Historie mellem 1985-1986.
I 1987 var Hedeager atter ansat ved Køge Museum. Hedeager fik tildelt Ludwig Wimmers legat i både 1987 og 1988. Dernæst fulgte et tre-årigt stipendium ved Det Humanistiske Forskningscenter i København fra 1988-1990. Hedeager fik sin doktorgrad fra Århus Universitet i 1990 med afhandlingen Danmarks Jernalder - Mellem Stamme og Stat.

### Mellem oldtid og middelalder
Hedeager fik tildelt et tre-årigt stipendium fra Carlsbergfondet fra 1991-1993 til forskningsprojektet Mellem Oldtid og Middelalder: Europa i Folkevandringstiden. I samme periode var Hedeager tilknyttet Institut for Historie på Københavns Universitet. I 1992 fik Hedeager også tildelt Direktør N. Bangs og hustru Camilla Bang, født Troensgaard, legat og i 1993 blev hun tildelt Erik Westerby-Fondets rejselegat.
Fra 1993-1997/98 var Hedeager aktivt medlem af arbejdsgruppen med temaet magt og samfund, der var en del af projektet The Transformation of the Roman World. New Approaches to the Emergence of Early Medieval Europe, der var et program under European Science Foundations.  Arbejdet førte til et to-årigt stipendium fra Carlsbergfondet fra 1994-1995, der gjorde det muligt at arbejde videre med dette tværfaglige projekt. I de år var Hedeager tilknyttet Center for Sammenlignende Kulturforskning, Københavns Universitet.
I 1994 modtog Hedeager desuden en bevilling fra Wenner Gren fondet, der gjorde det muligt for Hedeager at undervise og vejlede ph.d.-studerende på Institutionen för Arkeologi, Göteborgs Universitet.
Fra 1995-1996 var Hedeager ansat som forskerassistent ved Arkeologiska Institutionen på Lunds Universitet. 

### Myter og materialitet i skandinavisk arkæologi
I 1996 blev Hedeager udnævnt til professor på Institutt for arkeologi, konservering og historie ved Universitetet i Oslo. Denne stilling havde Hedeager frem til 2021, hvor hun gik på pension. Hedeager er i dag professor emerita ved Universitetet i Oslo.
Hedeager har modtaget mange priser og udmærkelser. I 1998 modtog hun Erik Westerby-prisen. I 2002 modtog hun Læringsmiljø-prisen ved Universitetet i Oslo på vegne af Avdelingen for Arkeologi.  I 2003 modtog Hedeager et rejselegat fra Norges Forfatterforening. Da Hedeager fyldte 60 år i 2008 blev der udgivet et festskrift til hendes ære, og i 2018 modtog hun The Sune Lindqvist prize/lecture ved Uppsala Universitet.
I 2004 var Hedeager både gæsteforsker på Cambridge Universitet i England og Stanford Universitet i USA. I 2008 var Hedeager gæsteforsker på Universitet i Oxford.
Som professor i arkæologi var Hedeager medstifter af den nordiske forskerskole i arkæologi, Dialogues with the Past, i 2004. Hun har ledet forskerskolen fra 2006-2009 og fra 2013-2020. Samtlige ph.d-studerende i arkæologi fra universiteterne i Danmark, Norge, Sverige, Estland, Letland, Litauen, Island og Nordtyskland er del af forskerskolen. I en periode deltog ph.d.-studerende fra Det russiske Akademi i Skt. Petersborg også i forskerskolen. Forskerskolen har tilknytning til i alt 28 arkæologiske forskningsinstitutioner. Hedeager har også ledet ph.d-uddanelsen på linjen for Kulturfag ved Historisk Fakultet på Universitetet i Oslo fra 2005-2009.

### Videnskabelige meritter
Hedeager har stor erfaring med at sidde i doktorgradskomiteer, bedømmelsesarbejde og som sagkyndig ved både forskningsråd og stiftelser i Norden, England og EU. I en lang periode havde Hedeager hovedansvaret for vejledning af stipendiater i arkæologi ved Universitetet i Oslo. Som hovedvejleder har hun uddannet 30 ph.d.er.
Hedeager har gennem tiden været:
- 1997-2005. Leder af stipendieudvalget for historie og kulturfag, Universitetet i Oslo[15]
- 1999 -2003 : Bestyrer af Institut for Arkeologi, Kunsthistorie og Konservering, Universitet i Oslo[15]
- 1999-2003: Medlem af fakultetsstyret, Universitet i Oslo[15]
- 2001: Chair: Nordic TAG-conference Oslo
- 2005-09 : Leder af ph.d.-programmet i Kulturfag ved Universitetet i Oslo[15]
- 2005: Evaluering af FOU-aktiviteten ved Arkeologisk Museum, Stavanger
- 2005-08: Medlem af institutstyret ved Institut for Arkeologi, Kunsthistorie og kulturfag, Universitetet i Oslo[15]
- 2006-07: Medlem af bedømmelsesudvalgtet i BOREAS Arctic Humanities and Social Science, European Science Foundation
- 2006-09: Leder af Dialogues with the Past – Nordisk forskerskole i arkæologi, NordForsk[28]
- 2007-09: NFR: medlem af fagkomiteen til humaniora. Divisjon for Vitenskap, Oslo[15]
- 2007: Leder for ekstern evaluering af Senter for Kvinne- og Kjønnsforskning (SKK) ved Universitetet i Oslo[15]
- 2009: Medlem af bevillingsudvalget for store satsninger, Riksbankens Jubileumsfond, Stockholm[30]
- 2009-12 Institutleder, Institut for Arkeologi, Konservering og Historie, Universitetet i Oslo[15]
- 2010: Medlem af evalueringspanel for arkeologiuddannelsen, Universitetet i Island
- 2010-: Advisory board Pre Christian Religion, Snorrastofa, Island
- 2011: Medlem af panel for Research Evaluation, Quality and Renewal, Uppsala Universitet.
- 2011: Scientific committee, Chair. European Association of Archaeologists. 17th Annual Meeting, Oslo
- 2012 -18: Medlem af Det Frie Forskningsråd, Kultur og Kommunikation. København.
- 2013-17: medlem af Riksbankens Jubileumsfond, beredningsgruppe 4, Stockholm
- 2013- 20 Leder af Dialogues with the Past – Den Nordiske forskerskole i arkæologi[28]
- 2017-20: Medlem af Panel for Humaniora under det Finske Akademi
- 2019: Medlem af evalueringsgruppen for midtvejsevaluering af UrbNet, Danmarks Grundforskningsfond
- 2019-: Præsident Jysk Arkæologisk Selskab[31]
- 2022-23: Medlem af Riksbankens Jubileumsfond beredningsgruppe, store satsninger
- 2024-: Medlem af styret for Dronning Margrethe II's Arkæologiske Fond

Hedeager er desuden medlem af Det Kongelige Danske Videnskabernes Selskab (siden 2001), Det Norske Vitenskaps-Akademi (siden 2005), Det Kongelige Norske Videnskabers Selskab (siden 2006) og The Royal Society of Antiquaries of London (siden 2008).

### Monografier
- 1988 Gyldendal & Politikens Danmarkshistorie bd. 2, Danernes land, Olaf Olsen (red.), København. ISBN 87-89068-03-3
- 1988 Lotte Hedeager & Kristian Kristiansen 1988. Oldtidens landbrug. Det Danske Landbrugs Historie, bd. 1, C. Bjørn (red.), København. S. 1-201. ISBN 87-7526-073-5
- 1990 Danmarks Jernalder - Mellem Stamme og Stat (Disputats). Aarhus Universitetsforlag. ISBN 87-7288-285-9
- 1991 Lotte Hedeager & Henrik Tvarnø. Romerne og Germanerne. Det Europæiske Hus bd. 2. S. Mørch (red.). Gyldendal. København. ISBN 87-01-33904-4
- 1992 Gyldendal & Politikens Danmarkshistorie bd. 2, Danernes land. Revideret bogklubsudgave. Olaf Olsen (red.), København. ISBN 87-00-51854-9
- 1992 Danmarks Jernalder - Mellem Stamme og Stat (Disputats, 2. oplag, revideret, paperback). Aarhus Universitetsforlag. ISBN 87-7288-291-3
- 1992 Iron Age Societies. From Tribe to State in Northern Europe. Social Archaeology, I. Hodder (red.). Basil Blackwell, Oxford. ISBN 0-631-17106-1
- 1997 Skygger af en Anden Virkelighed. Oldnordiske Myter. Samlerens Universitet, Peter Ørsted (red.). Samlerens Forlag, København. ISBN 87-568-1424-0
- 1998 Skuggor ur en Annan Virklighet. Fornnordiska Myter. Wahlström & Widstarand: Stockholm (svensk oversættelse Gunnar Rydström)  ISBN 91-46-17346-3
- 1999 Skygger av en Annen Virklighet. Oldnordiske Myter. Pax Forlag: Oslo (oversat til norsk af Kåre A. Lie) ISBN 82-530-2098-8
- 2001 Lotte Hedeager & Henrik Tvarnø. Romerne og Germanerne. Revideret og delvis omskrevet (norsk oversættelse Kåre A. Lie)  Pax Forlag: Oslo ISBN 82-530-2251-4
- 2002 Gyldendal & Politikens Danmarkshistorie bd.2, Danernes land, Olaf Olsen (red.), København (nyudgivet, delvis omskrevet og udvidet) ISBN 87-89068-21-1
- 2011 Iron Age Myth and Materiality. An archaeology of Scandinavia AD 400-1000. Routledge: London & NY. Hardback ISBN 978-0-415-60602-8. Paperback ISBN 978-0-415-60604-2. E-book ISBN 978-0-203-82971-4.
- 2012 Neel Jans & Lotte Hedeager. Dyr Bare. Forlaget Embarr. København. ISBN 978-87-992260-1-6
- 2017 Arkeologi, kort fortalt. Pax forlag: Oslo (oversat til norsk af Rasmus Brandt) ISBN 978-82-530-3947-3

#### Redigerede bøger
- 1985 Lotte Hedeager & Kristian Kristiansen (red.) . Arkæologisk Leksikon, Politikens Forlag, København. ISBN 87-567-4012-3
- 1989 Lotte Hedeager & Karen Schousboe. Brugte Historier. Ti essays om brug og misbrug af historien. Temabog fra Det Humanistiske Forskningscenter, Akademisk Forlag. København ISBN 87-500-2787-5
- 2005 Einar Østmo & Lotte Hedeager. Norsk Arkeologisk Leksikon. Pax Forlag, Oslo. ISBN 82-530-2611-0

#### Artikler
- 1978 "Bebyggelse, social struktur og politisk organisation i Østdanmarks ældre og yngre romertid". Fortid og Nutid, bd. XXVII. ISSN 0106-4142.43. S. 346-358.
- 1978 "A quantitative analysis of Roman imports in Europe north of the Limes and the question of Roman-Germanic exchange". I: Kristian Kristiansen & Carsten Paludan-Müller (red.) New Directions in Scandinavian Archaeology, S. 191-216. ISBN 8748001503
- 1978 "Processes towards state formation in Early Iron Age Denmark". I: Kristian Kristiansen & Carsten Paludan-Müller (red.) New Directions in Scandinavian Archaeology, S. 217-223. ISBN 8748001503
- 1980 "Besiedlung, sociale Struktur und politische Organisation in der älteren und jüngeren römischen Kaiserzeit Ostdänemarks". Praehistorische Zeitschrift, 55:1, S. 38-109.
- 1981 Lotte Hedeager & Kristian Kristiansen. "Bendstrup - en fyrstegrav fra ældre romersk jernalder - dens sociale og historiske miljø. KUML, S. 81-164. https://doi.org/10.7146/kuml.v30i30.107753
- 1982 "Landsbygrundlæggelser på Stevns". Landsbyer på Stevns - før og nu, bd. 1, Stevns Museum. S. 15-20.
- 1982 "Settlement continuity in the villages of Stevns - an archaeological investigation". Journal of Danish Archaeology, vol. 1, København. S. 127-131. https://doi.org/10.1080/0108464X.1982.10589882
- 1982 Lotte Hedeager, Bjørn Poulsen & Svend Aage Tornbjerg. "Land og By: En undersøgelse af østersøkeramikkens datering og spredning på Stevns". Hikuin 8, Århus, S. 125-148.
- 1985 "Grave finds from the Roman Iron Age". I: Kristian Kristiansen (red.). Archaeological Formation Processes, S. 152-174. ISBN 8748005711
- 1985 Lotte Hedeager & Kristian Kristiansen. "Krig og samfund i oldtiden". Den Jyske Historiker, 31/32, Aarhus, S. 9-24.
- 1985 Lotte Hedeager & Kristian Kristiansen. "Nørre Broby - en fyrstegrav fra ældre romertid med vogn og hesteudstyr". Hikuin, Ole Klindt-Jensens Mindeskrift, Aarhus, S. 181-186.
- 1987 "Empire, frontier and the barbarian hinterland. Rome and Northern Europe from AD 1-400". I: Michael Rowlands, Mogens Larsen & Kristian Kristiansen (red.). Centre and Periphery in the Ancient World, Cambridge University Press, S. 125-140. ISBN 0521251036
- 1988 "Pengeøkonomi og prestigeøkonomi i romersk jernalder". I: Peder Mortensen & Birgit Rasmussen (red.), Jernalderens Stammesamfund, Fra Stamme til Stat i Danmark, bd.1, Aarhus. S.117-122. ISBN 8772880481
- 1988 "The evolution of Germanic society 1-400 A.D.", First Millenium Papers, Western Europe in the First Millenium, R.F. Jones, J.H.F. Bloemers, S.L. Dyson & M. Biddle (red.), British Archaeological Report (BAR), International Series 401, S.129-144.
- 1988 "Money economy and prestige economy". I: Birgitta Hårdh (red.) Trade and Exchange in Prehistory, Studies in Honour of Berta Stjernquist, S. 147-154. ISBN 9122012133
- 1988 "Ansigter i Oldtidens Danmark". I: Anne Marie Nielsen (red.). Ansigter. En temabog udgivet af Ny Carlsberg Glyptotek, København, S. 13-24. ISBN 8774520970
- 1990 "En samfundsform i støbeskeen. Danmarks tidlige jernalder, 500-200 f.Kr.". Stofskifte, København, S. 75-86.
- 1990 "Fra landsbyfællesskab til spirende kongemagt". I: Annelise Bistrup, Bente Scavenius & Mette Winge (red.). Gulnares hus: en gave til Hendes Majestæt Dronning Margrethe den Anden på fødselsdagen, den 16. april 1990 Samlerens Forlag, S. 17-22. ISBN 8756809735
- 1990 "Europas kollektive erindring". I: Mogens Trolle Larsen (red.). Over hegnet, S. 17-35. ISBN 8770012059
- 1991 "Gulddepoterne fra ældre germanertid - forsøg på en tolkning". I: Charlotte Fabech & Jytte Ringtved (red.). Samfundsorganisation og Regional Variation. Norden i romersk jernalder og folkevandringstid. Beretning fra 1. nordiske jernaldersymposium på Sandbjerg Slot 11.-15. april 1989. Jysk Arkæologisk Selskab. S. 1-10. ISBN 8772885696
- 1991 "Die Golddepots der Völkerwanderungszeit Dänemarks. Versuch einer Deutung". Frühmittelalterliche Studien, Bd. 25, 1991, S. 73-88.
- 1991 "Den nordiske kvindearv". Heksesting til Mette. Festskrift til Mette Stockmarr i anledning af 50 års-fødselsdagen 15. september 1991. København, Danmarks Lærerhøjskole.
- 1992 "Centerdannelse i et langtidsperspektiv - Danmarks jernalder". I: E. Mikkelsen & J.H. Larsen (red.). Økonomiske og Politiske Centre i Norden fra 400 - 1000 e.Kr. Åkrsymposiet. Universitetets Oldsaksamlings Skrifter, nr. 13., S. 89-95.
- 1992 "Kingdoms, ethnicity and material culture. Denmark in a European perspective". I: Martin Carver (red.) The Age of Sutton Hoo. The Boydell Press, Suffolk, S. 279-300. ISBN 0-85115-330-5
- 1992 "Fortidens kvindearv". Siden Saxo, nr. 1, S. 40-48.
- 1992 "Mellem oldtid og middelalder. Europa i folkevandringstiden". Carlsbergfondet. Årsskrift 1992, S. 39-45.
- 1992 "Den geografiske rodløshed". Den grimme Ælling, magasinet for opinionsdannere og beslutningstagere. Nr.3, 1992.
- 1993 "The origin of the state in Scandinavia". I: C. Prescott & B. Solberg (red). Nordic TAG, Report from the third Nordic TAG conference 1990, Historisk Museum, Universitetet i Bergen, S. 22-30.
- 1993 "Førromersk jernalder og ældre romersk  jernalder". I: Steen Hvass & Birger Storgaard (red.) Da klinger i muld. 25 års arkæologi i Danmark. Aarhus Universitetsforlag, S. 172-175. ISBN 8772885661
- 1993 "Pre Roman and Early Roman Iron Age". I: Steen Hvass & Birger Storgaard (red.) Digging into the Past. 25 years of archaeology in Denmark. Aarhus Universitetsforlag, S. 172-175. ISBN 8772885688
- 1993 Lotte Hedeager & Kristian Kristiansen. "Krigerøkonomi og Handelsøkonomi i Vikingetiden". I: Niels Lund (red.) Norden og Europa i Vikingetid og Tidlig Middelalder, S. 36-68. Museum Tusculanum. ISBN 8772892404
- 1993 "The creation of Germanic identity. A European origin-myth". I: P. Brun, S. van der Leeuw & D. Whittaker (red.). Frontiéres de l'Empire, S. 121-131.
- 1994 "Warrior economy and trading economy in Viking Age Scandinavia". Journal of European Archaeology vol. 2.1, S. 128-147.
- 1994 "Den nordiske oprindelsesmyte i folkevandringstidens Europa". Vartovbogen 1994, Kirkeligt Samfunds Forlag, København, S. 145-160.
- 1996 "'Scandza' - Folkevandringstidens nordiske oprindelsesmyte". I: F. Krøger & H.-R. Naley (red). Nordsjøen - Handel, religion, politik. Karmøyseminaret 94/95, S. 9-17.
- 1996 "Myter og Materiel Kultur: Den nordiske oprindelsesmyte i det tidlige kristne Europa". TOR, 28, S. 217-234.
- 1997 "Scandinavia: Scandinavia in the Iron Age". I: B.M. Fagan (red.). The Oxford Companion to Archaeology. Oxford University Press, S. 325-326.
- 1997 "Odins offer. Skygger af en shamanistisk tradition i nordisk folkevandringstid". TOR, 29, S. 265-278.
- 1998 "Cosmological Endurance. Pagan Identities in Early Christian Europe". European Journal of Archaeology, vol. 1:3, S. 382-396.
- 1999 "Myth and art: a passport to political authority in Scandinavia during the Migration Period". I: Donald Griffiths & Tanya Dickinson (red.) The Making of Kingdoms. Anglo-Saxon Studies in Archaeology and History vol. 10, Oxford, S. 151-156. ISBN 0-947816-93-3
- 1999 "Sacred Topography: Depositions of wealth AD 400-1550 in Scandinavia". I: Anders Gustafsson & Håkan Karlsson (red). Glyfer och Arkeologiska Rum – en vänbok til Jarl Nordbladh. Gotarc Series A vol 3, Göteborg, S. 229-252. ISBN 9185952214
- 1999 "Skandinavisk dyreornamentik. Symbolsk repræsentation af en førkristen kosmologi". I: Ingrid Fuglestvedt, Terje Gansum & Arnfried Opedal (red.). Et hus med mange rom. Vennebok til Bjørn Myhre på 60-årsdagen. AmS-Rapport 11 A, Arkeologisk Museum Stavanger, S. 219-237. ISBN 8277600593
- 2000 "Migration Period Europe – The formation of a political mentality". I: F. Theuws & J. Nelson (red):  Rituals of Power. From Late Antiquity to the Early Middle Ages, Brill, Leiden, S. 15-57. ISBN 90-04-10902-1
- 2000 "From warrior to trade economy. I: William Fitzhugh & Elisabeth Ward (red): Vikings. The North Atlantic Saga. Smithsonian Institution Press, Washington & London, S. 84-85. ISBN 1560989955
- 2000 "Skandinavisk dyreornamentik: Symbolsk repræsentation af en førkristen kosmologi". I: Geraldine Barnes & Margaret Clunies Ross (red.): Old North Myths, Literature and Society. Proceedings of the 11th International Saga Conference 2-7 July 2000. Centre for Medieval Studies, University of Sydney, Australia 2000, S. 126-141.
- 2001 "Asgard reconstructed? Gudme – a ’central place’ in the Nordic realm". I: M. de Jong & F. Theuws (red): Places of Power. From Late Antiquity to the Early Middle Ages. Brill, Leiden, S. 467-508. ISBN 90-04-11734-2
- 2002 "Scandinavian ’central places’ in a cosmological setting". I: Birgitta Hårdh & Lars Larsson (red.) Central Places in the Migration and Merovingian Periods. Uppåkrastudien 6, Almqvist & Wiksell Intern, Stockholm, S. 3-18. ISBN 9789122019794
- 2002 "Slaget ved Teutoburg – Europas skæbnetime". Levende Historie, 2002:1.
- 2003 "Kognitiv Topografi – ædelmetaldepoter i landskabet". I: Perry Rolfsen & Frans-Arne Stylegar (red): Snartemofunnene i Nytt Lys. Universitetets Kulturhistoriske Museer, Skrifter nr.2, Oslo, S. 147-165. ISBN 8280840060
- 2003 "Beyond mortality. Scandinavian animal style AD 400-1200". I: J. Downes & A. Ritchie (red):  Sea Change: Orkney and Northern Europe in the later Iron Age AD 300-800. The Pinkfoot Press, Angus, S. 127-136. ISBN 1-874012-38-5
- 2004 "Dyr og andre mennesker – Mennesker og andre dyr". I: Anders Andrén, Kristina Jennbert & Catharina Raudvere (red). Ordning mot kaos - studier av nordisk förkristen kosmologi. Vägar till Midgård 4. Lund: Nordic Academic Press, S. 223-256. ISBN 9189116631
- 2004 "Oprindelsesmyter og historieskrivning: Torfæus som lystløgner?" I: Tormod Torfæus og skriftene hans. Karmøyseminaret, 2002, S. 1-14.
- 2004 "Romerriget og Norge". I: Einar Østmo (red): De første Nordmenn. Schibsted, Oslo, S. 102-109.
- 2005 "En knøttliten menneskeart? Levende Historie, nr. 4, S. 38-41.
- 2005 "Scandinavia (c. AD 500-700)". I: P.Fouracer: New Cambridge Medieval History vol.I, Chp.18. Cambridge University Press: Cambridge, S. 496-523. ISBN 0-521-36291-1
- 2005 "Animal representations: Scandinavian animal style AD 400 – 1200". I: Hans-Jürgen Häßler (red.): Studien zur Sachsenforschung,  Band 15. Jubiläumsband 2003, S. 231-245.
- 2006 "Nordisk Fremtid". I: Nordisk Styrka – perspektiv til samarbete inom forskningen. Nordisk Råd. NordForsk, Oslo, S. 67-69.
- 2007 "Scandinavia and the Huns – an interdisciplinary approach to the Migration era". Norwegian Archaeological Review 40:1, S. 42-58. ISSN 0029-3652
- 2007 "Reply to James Howard-Johnston and Frands Herschend". Norwegian Archaeological Review 40:2, S. 206-207. ISSN 0029-3652
- 2008 "Scandinavia before the Viking Age. Chapter One". I: Stefan Brink & Neil Price (red): The Viking World – an edited synthesis from Routledge. Routledge, London, S. 11-22. ISBN 9780415333153
- 2008 "Hedensk Jul". Levende Historie 2008, nr.6, S.12-15.
- 2008 "Paradigm exposed; reply to Ulf Näsman". Fornvännen 2008:4, S. 279-283. http://raa.diva-portal.org/smash/get/diva2:1226429/FULLTEXT01.pdf
- 2008 Håkon Glørstad & Lotte Hedeager. "On the materiality of society and culture". I: Håkon Glørsted & Lotte Hedeager. Materiality. Six essays on the Materiality of Society and Culture. Bricoleur Press, Alingsås, S. 9-32. ISBN 9789185411061
- 2009 "Ildens mester". Levende Historie 2009, nr 3, S. 37-38.
- 2010 "Split bodies in the Late Iron Age/Viking Age of Scandinavia". I: Katharina Rebay-Salisbury, Marie Louise Stig Sørensen and Jessica Hughes (red). Body Parts and Bodies Whole – Changing relations and meaning. Oxford: Oxbow, S. 111-118. ISBN 1842174029
- 2010 K. Oma & Lotte Hedeager. "Introduction". World Archaoelogy Vol.42:2, S. 155-156.
- 2011 "Varsel om Ragnarok". Levende Historie 2011, nr.8, S. 36-39.
- 2012 "Tabu på fire ben". Levende Historie 2012, nr.4, S. 48-51.
- 2013 "Hordene fra Nord". Levende Historie 2013, nr.1, S. 28-33.
- 2015 T.S. Guttormsen & Lotte Hedeager 2015. "Introduction: Interactions of Archaeology and the Public". World Archaeology, Vol. 47:2.
- 2015 "Prolog: Dalem i et europæisk perspektiv, Chapter 1". I: Lotte Hedeager & Lars Forseth (red) Dalemfunnet. Norske Oldfunn XXX, Kulturhistorisk Museum, Universitetet i Oslo. ISBN 9788280842039
- 2015 "Epilog: Dalem i et nordisk perspektiv. Chapter 13". I: Lotte Hedeager & Lars Forseth (red) Dalemfunnet. Norske Oldfunn XXX, Kulturhistorisk Museum, Universitetet i Oslo. ISBN 9788280842039
- 2015 "For the Blind Eye only? Scandinavian gold foils and the power of small things". Norwegian Archaeological Review 48:2, S. 129-151. ISSN 0029-3652-, ISSN 1502-7678
- 2018 P.d.Barosso Damgaard, Lotte Hedeager et al. "137 Ancient Human Genoms from across the Eurasian Stepps". Nature. https://doi.org/10.1038/s41586-018-0094-2
- 2020 "Poetry and picturing in deep historical time". I: Charlotta Hillerdal & K. Ilves (red.). Re-Imagin Periphery. Archaeology and Text in Northern Europe from Iron Age to Viking and Early Medieval Periods. Oxbow, Oxford and Philadelphia, S. 107-124. ISBN 978-1-76925-450-1 Parameter fejl i {{ISBN}}: Fejl i ISBN., ISBN 978-1-78925-451-8
- 2020 A. Margaryan, Lotte Hedeager et al. "Polulation genomics of the Viking World". Nature. https://doi.org/10.1038/s41586-020-2688-8.